# Вічита-Фоллс
Вічита-Фоллс, Уїчіто-Фолс (англ. Wichita Falls) — місто (англ. city) в США, в окрузі Вічита штату Техас. Населення — 102 316 осіб (2020). Розташоване на річці Вічита.

## Географія
Вічита-Фоллс розташована за координатами 33°54′24″ пн. ш. 98°31′33″ зх. д. / 33.90667° пн. ш. 98.52583° зх. д. (33.906699, -98.525854). За даними Бюро перепису населення США в 2010 році місто мало площу 186,90 км², з яких 186,84 км² — суходіл та 0,06 км² — водойми.

### Клімат
| Клімат : Вічита-Фоллс                          | Клімат : Вічита-Фоллс | Клімат : Вічита-Фоллс | Клімат : Вічита-Фоллс | Клімат : Вічита-Фоллс | Клімат : Вічита-Фоллс | Клімат : Вічита-Фоллс | Клімат : Вічита-Фоллс | Клімат : Вічита-Фоллс | Клімат : Вічита-Фоллс | Клімат : Вічита-Фоллс | Клімат : Вічита-Фоллс | Клімат : Вічита-Фоллс | Клімат : Вічита-Фоллс |
| Показник                                       | Січ.                  | Лют.                  | Бер.                  | Квіт.                 | Трав.                 | Черв.                 | Лип.                  | Серп.                 | Вер.                  | Жовт.                 | Лист.                 | Груд.                 | Рік                   |
| Абсолютний максимум, °C                        | 30,6                  | 34,4                  | 37,8                  | 39,4                  | 43,3                  | 47,2                  | 45,6                  | 45,0                  | 43,9                  | 38,9                  | 31,7                  | 31,1                  | 47,2                  |
| Середній максимум, °C                          | 12,3                  | 14,6                  | 19,4                  | 24,3                  | 28,7                  | 33,0                  | 36,1                  | 35,9                  | 31,2                  | 25,0                  | 18,4                  | 12,6                  | 24,3                  |
| Середній мінімум, °C                           | −1,2                  | 0,8                   | 5,1                   | 9,7                   | 15,3                  | 19,8                  | 22,2                  | 21,9                  | 17,4                  | 11,1                  | 4,6                   | −0,7                  | 10,5                  |
| Абсолютний мінімум, °C                         | −24,4                 | −22,2                 | −14,4                 | −4,4                  | 1,7                   | 10,0                  | 12,2                  | 11,7                  | 3,3                   | −6,1                  | −10                   | −21,7                 | −24,4                 |
| Норма опадів, мм                               | 29                    | 44                    | 56                    | 66                    | 96                    | 105                   | 40                    | 64                    | 71                    | 79                    | 42                    | 41                    | 735                   |
| Днів з опадами                                 | 4,8                   | 5,3                   | 6,7                   | 6,2                   | 8,7                   | 7,7                   | 5,0                   | 6,2                   | 6,0                   | 7,4                   | 5,3                   | 5,0                   | 74,3                  |
| Днів зі снігом                                 | 0,6                   | 0,4                   | 0,2                   | 0                     | 0                     | 0                     | 0                     | 0                     | 0                     | 0                     | 0,1                   | 0,7                   | 2,0                   |
| ---------------------------------------------- | --------------------- | --------------------- | --------------------- | --------------------- | --------------------- | --------------------- | --------------------- | --------------------- | --------------------- | --------------------- | --------------------- | --------------------- | --------------------- |
| Джерело: National Weather Service, Weather.com |                       |                       |                       |                       |                       |                       |                       |                       |                       |                       |                       |                       |                       |

## Демографія
Згідно з переписом 2010 року, у місті мешкали 104 553 особи в 38 454 домогосподарствах у складі 23 938 родин. Густота населення становила 559 осіб/км². Було 43632 помешкання (233/км²).
Расовий склад населення:
| - 73,2 % — білих - 12,7 % — чорних або афроамериканців - 2,4 % — азіатів - 1,0 % — корінних американців - 0,1 % — вихідців з тихоокеанських островів - 7,5 % — осіб інших рас |

До двох чи більше рас належало 3,2 %. Частка іспаномовних становила 18,9 % від усіх жителів.
За віковим діапазоном населення розподілялося таким чином: 22,7 % — особи молодші 18 років, 64,9 % — особи у віці 18—64 років, 12,4 % — особи у віці 65 років та старші. Медіана віку мешканця становила 32,4 року. На 100 осіб жіночої статі у місті припадало 107,5 чоловіків; на 100 жінок у віці від 18 років та старших — 108,5 чоловіків також старших 18 років.
Середній дохід на одне домашнє господарство становив 60 588 доларів США (медіана — 44 543), а середній дохід на одну сім'ю — 73 530 доларів (медіана — 55 791). Медіана доходів становила 37 870 доларів для чоловіків та 31 033 долари для жінок. За межею бідності перебувало 19,8 % осіб, у тому числі 29,5 % дітей у віці до 18 років та 9,2 % осіб у віці 65 років та старших.
Цивільне працевлаштоване населення становило 42 766 осіб. Основні галузі зайнятості: освіта, охорона здоров'я та соціальна допомога — 26,9 %, роздрібна торгівля — 12,8 %, мистецтво, розваги та відпочинок — 12,1 %.

## Визначні місця
- Найменший у світі хмарочос